# Relazioni bilaterali tra Germania e Regno Unito
Le relazioni bilaterali tra Germania e Regno Unito, o relazioni anglo-tedesche, sono le relazioni bilaterali che intercorrono tra la Germania ed il Regno Unito.
Queste relazioni furono particolarmente forti durante il tardo medioevo quando le città della Lega Anseatica commerciavano con Inghilterra e Scozia.
Prima dell'Unificazione della Germania nel 1871, la Gran Bretagna fu spesso alleata della Prussia in tempo di guerra. Le due rispettive famiglie reali erano inoltre imparentate dal momento che la Casa di Hannover (1714-1837) governava anche il piccolo Elettorato di Hannover (poi regno di Hannover).
Gli storici per lungo tempo si sono focalizzati sulle rivalità diplomatiche e navali tra Gran Bretagna e Germania dopo il 1871 alla ricerca di una delle possibili strade del crescente antagonismo che portò poi allo scoppio della prima guerra mondiale. In anni recenti, alcuni storici hanno tributato una notevole attenzione alle rispettive influenze culturali, ideologiche e tecnologiche.
Durante le Guerre napoleoniche (1803-1815), la Prussia fu per diverso tempo alleata degli inglesi e pagò per questo; altri stati tedeschi scelsero invece di supportare la Francia. Gran Bretagna e Germania si contrapposero l'una con l'altra sia nella prima che nella seconda guerra mondiale. Dopo l'occupazione della Germania da parte delle forze alleate dal 1945 al 1950, entrambi i paesi divennero tra i membri principali della NATO. Entrambe le nazioni furono inizialmente particolarmente attive nell'Unione europea con il Regno Unito che creò un "Single Market"; ad ogni modo, gradualmente, la Germania ha propeso più per un "Common Market". Dopo l'avvio dell'integrazione europea (come ad esempio l'introduzione dell'euro o la convenzione di Schengen, a cui il Regno Unito non ha aderito), i due paesi si sono sempre più allontanati, lasciando la Germania visibilmente più legata all'Europa, divenendone una delle potenze dominanti. Il Regno Unito al contrario è rimasto ai margini delle nuove scelte di integrazione europea, sino alla richiesta formale di uscita dall'Unione Europea a seguito del referendum del 2016, dopo 43 anni di presenza ininterrotta.

## Confronti
|                                   | Germania (bandiera)                                                     | Regno Unito (bandiera) |
| --------------------------------- | ----------------------------------------------------------------------- | --- |
| Popolazione                       | 81.757.600                                                              | 66.041.708 |
| Area                              | 357.021 km2                                                             | 244.820 km2 |
| Densità della popolazione         | 229/km2                                                                 | 256/km2 |
| Capitale                          | Berlino                                                                 | Londra |
| Città principali                  | Berlino – 3.439.100 (4.900.000 area metropolitana)                      | Londra – 8.556.900 (14.209.000 area metropolitana)                                                                            |
| Governo                           | Repubblica federale parlamentare costituzionale                         | Monarchia costituzionale unitaria parlamentare                                                                                |
| Primi capi di stato               | - Capo di stato: Guglielmo I - Capo di governo: Otto von Bismarck       | - Capo di stato: Giorgio III - Capo di governo: Robert Walpole                                                                |
| Attuali capi di stato             | - Capo di stato: Frank-Walter Steinmeier - Capo di governo: Olaf Scholz | - Capo di stato: Carlo III - Capo di governo: Rishi Sunak                                                                     |
| Lingue ufficiali                  | Tedesco (de facto e de jure)                                            | Inglese (de facto); Gallese in Galles                                                                                         |
| Principali religioni              | 58% cristianesimo, 37% ateismo, 4% islam, 1% altri                      | 59.3% cristianesimo, 25.1% ateismo, 7.2% sconosciuto, 4.8% islam, 1.5% induismo, 0.8% sikhismo, 0.5% ebraismo, 0.4% buddhismo |
| Gruppi etnici                     | 91.5% tedeschi, 2.4% turchi, 6.1% altri                                 | 87% bianchi (81.9% inglesi), 7.0% asiatici, 3% neri, 2% misti, 0.9% altri (censimento del 2011)                               |
| Prodotto interno lordo (nominale) | €2.936 miliardi; €35.825 pro capite                                     | £1.985 miliardi; £27.805 pro capite                                                                                           |
| Popolazioni espatriate            | 297.000 tedeschi che vivono nel Regno Unito                             | 250.000 inglesi che vivono in Germania                                                                                        |
| Spese militari                    | €37.5 miliardi (FY 2008)                                                | £41 miliardi (FY 2009-10) |

## Legami storici

### Eredità condivisa
Inglesi e tedeschi sono entrambi di lingua germanica. Il moderno inglese è mutato notevolmente assorbendo anche notevoli influenze dal francese a partire dal 1066. La lingua inglese trae origine dalle lingue parlate dai popoli germanici dell'Europa centrale, più specificatamente da coloro che abitavano le aree dei Paesi Bassi, della Germania e della Danimarca, all'epoca chiamati Angli da cui appunto il nome di Inghilterra. Molte parole di uso comune ancora oggi nella lingua inglese hanno un'origine germanica e sono simili alla loro controparte tedesca, mentre parole più intellettuali e formali sono derivate dal francese, dal latino o dal greco. L'inglese, tra le due lingue, è divenuta quella dominante e viene studiato largamente in Germania dal XIX secolo in quanto è divenuta una lingua fondamentale nel mondo della scienza e della tecnologia. Nelle scuole inglesi, invece, il tedesco è divenuto sempre più una lingua di nicchia, a cui viene preferito di norma il francese.

#### Il commercio e la Lega Anseatica
Vi è una lunga storia di relazioni commerciali tra tedeschi e inglesi. La Lega Anseatica era una confederazione commerciale e difensiva di gilde di mercanti tedeschi che dominò per lungo tempo l'Europa settentrionale tra XIII e XVII secolo. Tra i principali centri di commercio era inclusa Londra sulla costa inglese e Lubecca su quella tedesca. La Lega facilitò il commercio tra Londra e numerose città al di fuori dell'Inghilterra, aprendole anche la strada al commercio verso il Baltico.

#### La famiglia reale
Sino alla fine del XVII secolo, i matrimoni tra famiglie inglesi e tedesche erano cosa rara. L'Imperatrice Matilda, figlia di Enrico I d'Inghilterra, aveva sposato tra il 1114 ed il 1125 l'imperatore Enrico V del Sacro Romano Impero, ma non aveva avuto eredi. Nel 1256, Riccardo di Cornovaglia, venne eletto re di Germania e suo figlio venne pertanto soprannominato Alamanno. Durante questo periodo gli inglesi ebbero notevoli contatti con la Germania come testimoniato dal fatto che mercenari tedeschi combatterono la Guerra delle Due Rose.
Anna di Clèves fu una delle mogli di Enrico VIII, ma si dovette attendere Guglielmo III d'Inghilterra perché un sovrano di origini tedesche andasse al trono inglese, per quanto proveniente dalla Casa di Nassau. Il consorte del suo successore, la regina Anna, era il principe Giorgio di Danimarca, della Casa di Oldenburg, ma i due non ebbero eredi sopravvissuti.
Nel 1714, Giorgio I, un principe di origini inglesi e tedesche, ascese al trono inglese, fondando così la Casa di Hannover. Per oltre un secolo i monarchi inglesi furono anche regnanti dell'Hannover (dapprima come principi elettori e poi come re). Vi era solo un'unione personale tra i due paesi dal momento che essi rimasero perlopiù separati, ma il re continuò a vivere a Londra. Del resto però sia Giorgio I che Giorgio II, che parlavano poco inglese, vennero coinvolti pesantemente nell'amministrazione dell'Hannover e vennero pertanto distolti dalla gestione della politica inglese. Per contro, Giorgio III non visitò mai l'Hannover in 60 anni di regno (1760-1820). L'Hannover venne occupato dai francesi durante le Guerre napoleoniche, ma alcune truppe hannoveriane si portarono in Inghilterra per formare la King's German Legion, un'unità del British Army di etnia tedesca. Il legame personale con l'Hannover ebbe fine nel 1837 quando la regina Vittoria ascese al trono inglese. Secondo la legge salica in vigore nell'Hannover, infatti, le donne non potevano ascendere al trono locale.
Ogni singolo monarca britannico da Giorgio I a Giorgio V ebbe sempre una consorte tedesca. Anche la regina Vittoria sposò nel 1840 suo cugino Alberto di Sassonia-Coburgo-Gotha. La loro figlia Vittoria sposò il principe Federico Guglielmo di Prussia che nel 1858 divenne principe ereditario. Entrambi erano di spirito liberale, ammiravano l'Inghilterra e detestavano il cancelliere tedesco Otto von Bismarck, ma Bismarck si faceva forza della sua influenza sull'imperatore Guglielmo I che però morì nel 1888. Federico Guglielmo divenne quindi imperatore col nome di Federico III, ma morì appena 99 giorni dopo e la principessa Vittoria divenne imperatrice reggente di Germania. Suo figlio divenne imperatore col nome di Guglielmo II e costrinse due anni dopo Bismarck a ritirarsi.

#### Guglielmo II
Guglielmo, nipote della regina Vittoria, aveva un rapporto di amore e odio con l'Inghilterra. La visitava spesso ed era personaggio noto nelle alte classi, ma nel contempo promosse grandemente l'espansione della Marina imperiale tedesca come potenziale minaccia al governo inglese. L'umiliante crisi dell'Affare del Daily Telegraph del 1908 fu uno dei primi insuccessi di Guglielmo II che incrinarono il rapporto tra i due paesi. Sebbene durante una sua visita in Inghilterra il kaiser avesse effettivamente avuto una lunga intervista col Daily Telegraph, questa venne pubblicata infine con una serie di esagerazioni e proteste veementi d'amore nei confronti degli inglesi. Egli ridicolizzò la popolazione inglese definendola "matta, matta come un temporale di marzo" ammettendo che la popolazione tedesca non era amichevole nei confronti dell'Inghilterra. L'intervista fece sensazione in Europa, dimostrando quanto il kaiser fosse incompetente nell'ambito diplomatico. Gli inglesi dissero che dall'intervista si potevano notare tutti i disturbi mentali di Guglielmo II e pertanto essa venne presa più come uno sbotto di una personalità malata anziché come una dichiarazione di ostilità dalla Germania. L'affare fu ben più serio in Germania dove ebbe un ruolo anche sulle sorti del governo di stato.
La famiglia reale inglese mantenne il nome tedesco di Sassonia-Coburgo-Gotha sino al 1917 quando, in risposta ai sentimenti antitedeschi della prima guerra mondiale, lo cambiò legalmente in Casa di Windsor. Nello stesso anno, tutti i membri della famiglia reale dovettero rinunciare ai loro titoli tedeschi ed allo stesso modo tutti i parenti tedeschi che stavano combattendo contro la Gran Bretagna vennero privati dei loro titoli nobiliari inglesi e delle loro cariche sulla base del cosiddetto "Titles Deprivation Act 1917".

### Influenza intellettuale
Le idee furono sempre in interscambio tra le due nazioni. I rifugiati dal regime sempre più oppressivo della Germania trovarono rifugio in Gran Bretagna come ad esempio accadde per Karl Marx e Friedrich Engels. Più di 100.000 immigrati tedeschi raggiunsero la Gran Bretagna nell'ultima parte dell'Ottocento. La Germania rimase comunque uno dei principali centri di innovazione e di idee sociali al mondo tra la fine del XIX e l'inizio del XX secolo. Le riforme liberali inglesi del welfare, attorno al 1910, portarono i liberali H. H. Asquith e David Lloyd George, ad adottare il sistema di Bismarck dello stato sociale. Cambiarono anche le idee sulla conformazione delle città.

### Diplomazia
L'Ufficio degli Esteri britannico era stato mal servito dagli ambasciatori in Germania che avevano negli anni conferito solo rapporti superficiali sulla politica interna della Germania della seconda metà dell'Ottocento. Le cose cambiarono con la nomina di Odo Russell (1871-1884), che intrattenne stretti rapporti con Bismarck.
La Gran Bretagna diede il proprio supporto passivo al processo di unificazione della Germania per questioni strategiche, ideologiche e commerciali. L'Impero tedesco era considerato dagli inglesi un ottimo controbilanciamento della Francia e della Russia sul continente, due potenze che preoccupavano molto il Regno Unito. La minaccia proveniente dalla Francia nel Mediterraneo e della Russia nell'Asia Centrale poteva in qualche modo essere neutralizzata da una relazione giudiziosa con la Germania. La nuova nazione sarebbe stata una forza stabilizzante e Bismarck promosse in particolare il proprio ruolo di stabilizzatore dell'Europa per prevenire ogni futura guerra sul continente. Il primo ministro inglese Gladstone, ad ogni modo, rimase sospettoso nei confronti della Germania, dispiacendosi in particolar modo dell'autoritarismo di Guglielmo II e temendo che il suo rafforzamento l'avrebbe portata a prendere l'iniziativa di condurre una guerra contro uno dei propri vicini più deboli. Il punto ideologico centrale venne colto da Lord Arthur Russell nel 1872:
La Prussia oggi rappresenta tutto ciò che di più antagonista esiste nei confronti delle idee democratiche e liberali della nostra epoca; il dispotismo militare, il governo della spada, il contegno dei sentimenti, l'indifferenza per le sofferenze umane, il bloccare le opinioni personali, ecc."
La Gran Bretagna stava facendo di tutto per non provocare la Germania ma era ormai chiaro che già dal 1875 ci si aspettava un imminente confronto.

### Le colonie
Bismarck costruì un complesso sistema di alleanze europee che mantennero la pace in Germania sino agli anni '80 dell'Ottocento. Gli inglesi stavano costruendo il loro impero coloniale, mentre Bismarck si opponeva ad una replica simile per la Germania giudicando le colonie troppo costose da mantenere e troppo poco produttive. Quando alla fine l'opinione pubblica e l'élite tedesca riuscirono a prevalere in quest'idea, la Germania ottenne alcune piccole colonie in Africa e nel Pacifico che comunque non entrarono in conflitto con gli interessi inglesi nelle medesime aree.

### Miglioramento e peggioramento delle relazioni
Le relazioni tra Regno Unito e Germania furono un punto chiave del ministero di lord Salisbury e del cancelliere Bismarck, entrambi reali conservatori e abili politici. Vi furono persino delle proposte per un trattato bilaterale tra Germania e Regno Unito, ma finirono in un nulla di fatto, dal momento che l'Inghilterra preferì rimanere nello stato di "splendido isolamento" in cui si trovava. Ad ogni modo, una serie di azioni peggiorarono considerevolmente le relazioni tra i due paesi negli anni '90 dell'Ottocento, quando Bismarck venne licenziato da Guglielmo II col quale era entrato in contrasto. La salita al potere del giovane Guglielmo nel 1888 e le dimissioni di Bismarck nel 1890 iniziarono ad incrementare l'influenza della Germania nel mondo. La politica estera era controllata da un kaiser erratico col suo "istrionico disordine personale" e con la leadership di Friedrich von Holstein, potente ministro degli esteri. Guglielmo pensò che la coalizione tra Francia e Russia non potesse durare a lungo e pertanto egli avrebbe dovuto impedire che la Russia si unisse alla Gran Bretagna ma piuttosto che gli inglesi fossero costretti a cercare l'alleanza della Germania. La Russia, invece, preferì riavvicinarsi alla Francia nel 1894 con la firma dell'alleanza franco-russa dove entrambe le potenze erano preoccupate per una possibile aggressione da parte della Germania. Gli inglesi si rifiutarono di allearsi comunque con la Germania. L'analisi fatta dal kaiser si era rivelata alla fine sbagliata e pertanto la Germania ripiegò sull'adesione sempre più stretta alla Triplice Alleanza con Austria-Ungheria ed Italia. Quest'ultima, nel 1915, cambierà come è noto bandiera schierandosi con l'Intesa.
Nel gennaio del 1896 Guglielmo aumentò ulteriormente le tensioni col suo "telegramma Kruger", congratulandosi col presidente boero Kruger del Transvaal per aver sconfitto il raid Jameson. Gli ufficiali tedeschi a Berlino avevano cercato di dissuadere il kaiser dal proporre un protettorato tedesco sul Transvaal, ma con Guglielmo II fu tutto inutile. Nella Seconda guerra boera, la Germania simpatizzò apertamente per i Boeri.
Il ministro degli esteri tedesco Bernhard von Bülow invocò la Weltpolitik (politica del mondo). Questa era la nuova politica per far divenire il suo stato una potenza globale. Il conservatorismo di Bismarck venne abbandonato in quanto la Germania si prefiggeva ora di cambiare e sovvertire l'ordine internazionale. Le relazioni con il Regno Unito si deteriorarono quindi in maniera irreversibile. La Gran Bretagna iniziò a vedere la Germania sempre più come un nemico e si avvicinò diplomaticamente alla Francia.

### La corsa agli armamenti navali
La Royal Navy inglese dominava il globo nel XIX secolo, ma dopo il 1890 la Germania tentò di raggiungerla in potenza. Il risultato fu una corsa agli armamenti navali che alzò la tensione tra le due nazioni. Nel 1897 l'ammiraglio Tirpitz divenne segretario di stato per la marina ed iniziò la trasformazione della marina tedesca da una piccola forza per la difesa costiera in una grande potenza navale in grado di competere con la propria controparte inglese. Tirpitz la chiamò Risikoflotte ("flotta del rischio") dal momento che sarebbe stato troppo rischioso per la Gran Bretagna attaccarla e questo avrebbe fatto propendere il bilanciamento della potenza internazionale decisamente in favore della Germania.
La marina imperiale tedesca, sotto la direzione di Tirpitz, guadagnò l'ambizione di rivaleggiare con la Royal Navy inglese e drammaticamente si espanse sino all'inizio del XX secolo. Tirpitz diede inizio ad un programma di costruzione di navi da guerra nel 1898. Nel 1890, per proteggere la sua nuova flotta, la Germania catturò l'isola strategica di Helgoland nel Mare del Nord con la Gran Bretagna. In cambiò la Gran Bretagna ottenne l'isola di Zanzibar dove costruì poi una propria base navale. Gli inglesi, per rivaleggiare in questa guerra non dichiarata, iniziarono la produzione delle Dreadnoughts nel 1907.

### Le due crisi marocchine
Nella prima crisi marocchina del 1905, Germania e Regno Unito entrarono quasi in guerra per colpa di un tentativo della Francia di stabilire un proprio protettorato sul Marocco. Guglielmo II peggiorò ancora una volta le cose tenendo un discorso altamente provocatorio che invocava l'indipendenza del Marocco. L'anno successivo si tenne una conferenza in cui tutte le potenze europee ad eccezione dell'Austria-Ungheria (ormai ridotta a poco più di un satellite della Germania) si schierarono con la Francia.
Nel 1911, la Francia si armò e cercò ancora una volta di riprendere il controllo del Marocco. Il ministro degli esteri tedesco Alfred von Kiderlen-Waechter questa volta decise di non opporsi ma pretese in cambio una compensazione per la Germania in cambio di questo riconoscimento, il Congo francese in Africa, inviando nel porto marocchino una nave da guerra armata tedesca. Le due nazioni trovarono un compromesso secondo le linee dettate dalla Germania. Il gabinetto di governo inglese ad ogni modo era parso sempre più allarmato dall'aggressività della Germania. Lloyd George fece un drammatico discorso nel quale denunciava l'umiliazione delle azioni della Germania per il mondo civile.

### L'inizio della prima guerra mondiale
Il Partito Liberale inglese aveva delle simpatie per la Germania o perlomeno intendeva coltivare buone relazioni con essa. Il Partito Conservatore era il più ostile alla Germania e cercava ad ogni modo di proteggere l'Impero britannico dall'aggressività della nazione opposta. Il Partito Laburista da poco creato e altri socialisti denunciarono una possibile guerra come uno stratagemma capitalista per massimizzare i profitti.
Nel 1907, l'esperto di affari esteri, Eyre Crowe, scrisse un memorandum per gli ufficiali di governo mettendoli in guardia dalle intenzioni della Germania. Crowe aveva compreso come Berlino volesse l'"egemonia... in Europa ed anche nel mondo". Crowe aveva compreso che la Germania rappresentava in quel momento la principale minaccia al bilanciamento internazionale dei poteri come era stato Napoleone alla sua epoca. Crowe venne preso subito sul serio, in particolare perché lui era nato in Germania e conosceva molto bene la mentalità tedesca.
In Germania, i partiti di sinistra, ed in particolar il Partito Socialdemocratico tedesco, nelle elezioni del 1912 aveva vinto gran parte dei seggi in parlamento. Lo storico tedesco Fritz Fischer comprese come gli Junkers, che dominavano la Germania, desideravano una guerra esterna per distrarre la popolazione dal supportare il governo socialista.
Secondo altri studiosi come Niall Ferguson, i conservatori tedeschi erano ambivalenti nei confronti della guerra ed erano preoccupati in particolare di poter perdere la guerra, fatto che avrebbe potuto avere conseguenze disastrose ed avrebbe ulteriormente alienato la Germania dal resto dell'Europa, con una ripresa lunga e difficile.
Nello spiegare come mai la Gran Bretagna, da neutrale che era, entrò in guerra con la Germania, Paul Kennedy, nella sua opera The Rise of the Anglo-German Antagonism, 1860-1914 (1980), disse che la Germania era divenuta economicamente anche più potente del Regno Unito stesso, in particolare dopo la disputa sulla ferrovia di Baghdad che la Germania propose di costruire passando per i territori dell'Impero ottomano. La Germania cercava con questi atti di imporsi a livello internazionale, mentre la Gran Bretagna puntava sulla sensibilità morale dei suoi sostenitori. La Germania vide la sua invasione del Belgio come una tattica militare necessaria, mentre la Gran Bretagna la vide come un profondo crimine morale, una delle principali cause della sua entrata in guerra poi contro la Germania stessa. Kennedy ha suggerito che la ragione principale della guerra furono i timori di Londra di ripetere una situazione simile a quella del 1870 dove la Prussia si era scontrata con la Francia, con la Germania però ora in piena potenza d'esercito e di marina, fatto che avrebbe potuto portare al controllo tedesco del Canale della Manica, intaccando così il commercio inglese ed anche la sicurezza del regno.
Nel 1839, Gran Bretagna, Prussia e Paesi Bassi avevano firmato il Trattato di Londra che aveva garantito la neutralità del Belgio nei conflitti futuri. La Germania violò questo trattato nel 1914. Questo servì da pretesto agli inglesi per dichiarare guerra.

### La vittoria alleata
La grande offensiva tedesca sul fronte occidentale nella primavera del 1918 ebbe successo, ma inglesi e francesi riuscirono a respingerla, aprendo una situazione bellica che andò fortemente a compromettere la situazione tedesca. Dall'estate del 1918 i soldati americani giungevano al fronte nel numero di 10.000 al giorno, mentre i tedeschi non erano in grado di rimpiazzare le loro perdite. Una serie di pesanti battaglie combattute tra settembre ed ottobre di quello stesso anno produssero numerose vittorie agli alleati, mentre l'alto comando tedesco, sotto il feldmaresciallo Paul von Hindenburg, iniziò a consigliare a Guglielmo II la via dell'esilio.
Nel novembre, la neonata repubblica di Weimar negoziò un armistizio che portò alla resa ed all'accettazione dei Quattordici punti proposti dal presidente statunitense Woodrow Wilson. Le forze alleate occuparono e disarmarono la Germania, privandola di tutti i propri possedimenti coloniali e della propria marina militare. Mantenendo i blocchi commerciali, gli Alleati erano determinati a portare la Germania alla fame così che cedesse ad una resa incondizionata.
Nelle elezioni del 1918, alcuni giorni dopo, il primo ministro Lloyd George promise di imporre un severo trattato alla Germania. la Conferenza di pace di Parigi del 1919, ad ogni modo, gli inglesi furono più moderati di Francia e Italia, ma si accordò perché la Germania fosse chiamata a rispondere dei danni da lei provocata agli alleati.

### Il periodo interbellico
Dal 1920 al 1933, Gran Bretagna e Germania furono in termini generalmente buoni come mostrato dai Patto di Locarno e dal Patto Briand-Kellogg che reintegrò la Germania nelle nazioni europee a pieno titolo.
Nel 1922, nella Conferenza di Genova, la Gran Bretagna entrò apertamente in conflitto con la Francia sull'ammontare dei danni da attribuire alla Germania. Nel 1923, la Francia occupò il distretto industriale della Ruhr (la principale area industriale della Germania) come garanzia per i pagamenti che la Germania avrebbe dovuto versare. La Gran Bretagna condannò tale atto e supportò la Germania nella sua Ruhrkampf (lotta per la Ruhr) tra tedeschi e francesi. Nel 1924, la Gran Bretagna forzò la Francia a chiedere una riduzione dei costi di riparazione per la Germania.
Successivamente intervennero gli Stati Uniti che col Piano Dawes (1924-1929) ed il Piano Young (1929-1931) finanziarono la somma dovuta dalla Germania come riparazione. Gran parte del denaro tornò alla Gran Bretagna che pagò i suoi debiti con gli Stati Uniti. Dal 1931, i pagamenti tedeschi all'Inghilterra vennero sospesi. Nel 1951, la Germania Ovest pagò gli ultimi danni di guerra alla Gran Bretagna.
Con la salita al potere di Hitler e del nazismo nel 1933, le relazioni tra i due paesi erano infatti peggiorate sensibilmente. Nel 1934, un rapporto segreto della commissione della difesa della Gran Bretagna chiamò la Germania ancora una volta un "potenziale nemico" e richiese una spedizione preventiva di cinque divisioni meccanizzate e quattordici divisioni di fanteria. Ad ogni modo, le ristrettezze economiche impedirono la realizzazione di questo progetto.
Nel 1935, le due nazioni si accordarono per la firma dell'Accordo navale anglo-tedesco per evitare il ripetersi di una corsa agli armamenti navali come a fine Ottocento.
Dal 1936, gli inglesi iniziarono a fare degli sforzi concreti per prevenire una possibile guerra internazionale o perlomeno per posticiparla sino a quando l'esercito inglese non fosse stato pronto. Da 70 anni gli storici si sono chiesti se questa pausa presa dagli inglesi non abbia permesso in qualche modo a Hitler di far crescere la potenza della Germania in quegli anni così delicati.

### La seconda guerra mondiale
Germania e Regno Unito si combatterono dopo la dichiarazione di guerra mossa dalla Gran Bretagna nel settembre del 1939 e sino alla resa della Germania nel maggio del 1945.
All'inizio della guerra, la Germania schiacciò la Polonia. Nella primavera del 1940, la Germania stupì il mondo invadendo velocemente i Paesi Bassi e la Francia, portando altrettanto velocemente l'Inghilterra sul continente con tutte le forze disponibili. La guerra si portò poi nei cieli della Gran Bretagna con la Battaglia d'Inghilterra della tarda estate del 1940, ma l'attacco aereo venne respinto, bloccando così l'Operazione Leone marino, il piano d'invasione dell'Inghilterra da parte dei tedeschi.
L'Impero britannico rimaneva solo contro la Germania, ma gli Stati Uniti non mancarono di supportare l'Inghilterra. Nel dicembre del 1941 gli Stati Uniti entrarono in guerra con la Germania e con il Giappone dopo l'attacco di Pearl Harbor che colpì anche gli avamposti inglesi a Hong Kong ed a Singapore.
Le forze alleate invasero la Francia il D-Day nel giugno del 1944 assieme ad un bombardamento strategico ed all'impiego di adeguate forze via terra portarono infine alla sconfitta della Germania.

### Dal 1945 ad oggi

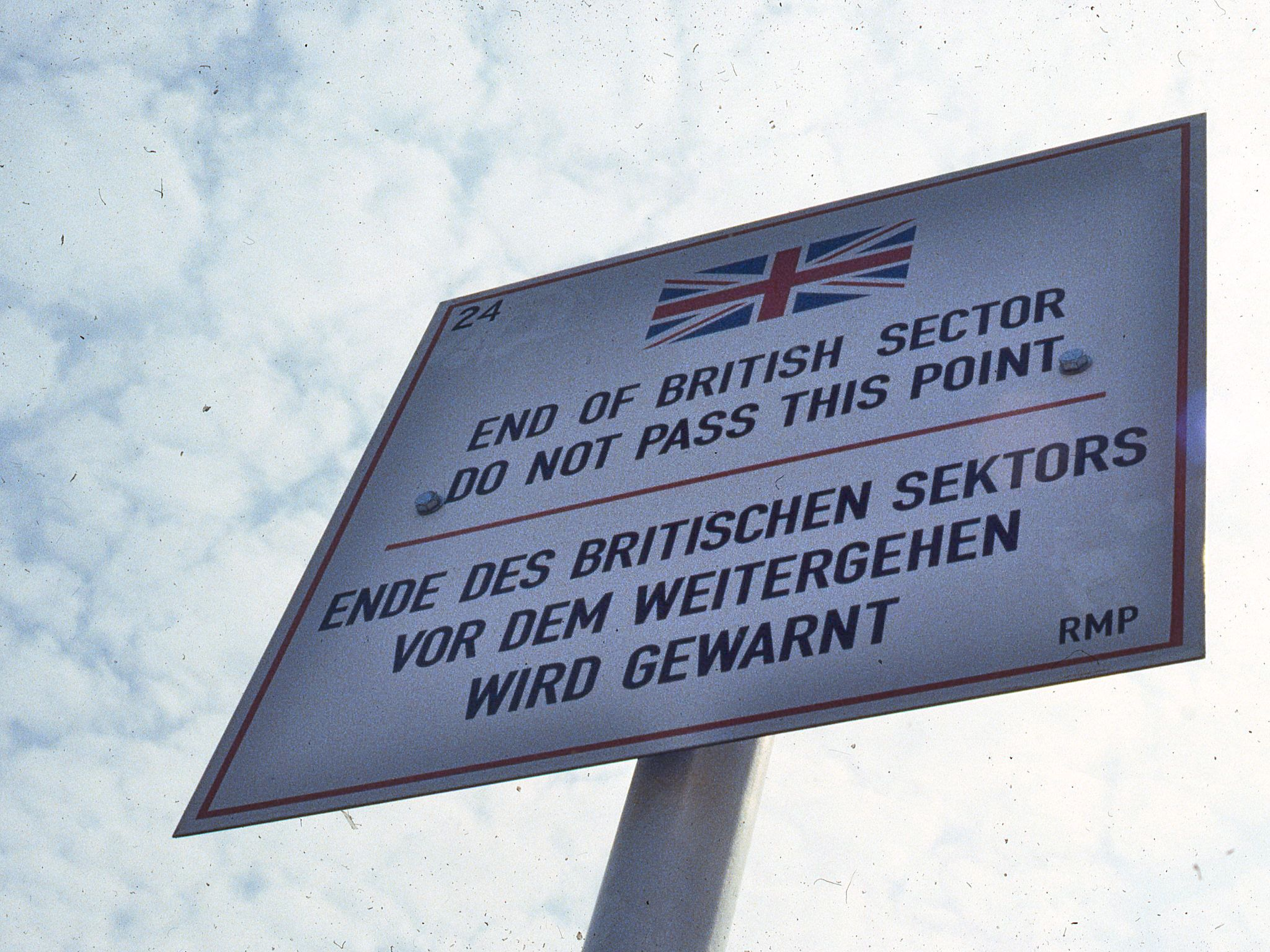
Cartello stradale che delimita la zona occupata dagli inglesi a Berlino nel 1984.

#### L'occupazione
Come parte degli accordi di Yalta e Potsdam, gli inglesi presero il controllo di un proprio settore della Germania occupata come pure fecero Stati Uniti e Francia, e quel territorio divenne la nazione indipendente della Germania Ovest nel 1949. Gli inglesi giocarono un ruolo fondamentale nel Processo di Norimberga contro i maggiori criminali di guerra tedeschi nel 1946. A Berlino, inglesi, americani e francesi mantennero il controllo della città sino al 1991.
Gran parte dell'apparato industriale tedesco si trovava nell'area amministrata dagli inglesi e vi era trepidazione ed attesa per la ricostruzione anche se i tedeschi rimanevano dell'idea che gli inglesi avrebbero in qualche modo ostacolato questa ricrescita che poteva competere con l'economia britannica. Attraverso il Piano Marshall che monitorò sia gli inglesi che i tedeschi, vennero ridotte le barriere nazionali del commercio e quindi le inefficienze. Fu Washington, non Londra, a proporre a Germania e Francia di riconciliarsi e di aderire insieme al Piano Schumann del 1950 per la ripresa economica e la produzione industriale.

#### Guerra fredda
Con gli Stati Uniti in guerra, la Gran Bretagna ebbe un supporto nella Guerra Fredda con la propria Royal Air Force nel provvedere cibo e carbone a Berlino tra il 1948-1949. Questo rifornimento ruppe il blocco sovietico che era stato predisposto per costringere le potenze alleate ad abbandonare la capitale tedesca.
Nel 1955 la Germania Occidentale aderì alla NATO, mentre quella Orientale aderì al Patto di Varsavia. La Gran Bretagna a questo punto ufficialmente non riconobbe la Germania Est. Ad ogni modo l'ala più a sinistra del Partito Laburista inglese, ne richiese il riconoscimento nel tentativo di superare l'anti-comunismo postbellico. Questa richiesta innalzò ulteriormente le tensioni tra il Partito Laburista inglese e quello Socialdemocratico tedesco (SPD).
Dopo il 1955, la Gran Bretagna decise di diminuire il proprio astio bellico nei confronti delle potenze dell'Est, supportata in questo da Washington, pur conscia di dover comunque mantenere una commissione per la difesa dell'Europa occidentale da possibili ulteriori attacchi.
Il Regno Unito fece per due volte richiesta di entrare nel mercato comune (Comunità europea). La prima volta l'istanza fu respinta dal veto francese nel 1961, ma la ripresentazione della domanda nel 1967 ebbe esito positivi, con la chiusura dei negoziati nel 1972. Il supporto diplomatico della Germania Ovest si mostrò decisivo in tal senso.
Nel 1962 la Gran Bretagna assicurò segretamente la Polonia della sua accettazione della revisione dei suoi confini ad ovest. La Germania Ovest era stata ambigua a tal proposito.
Nel 1970 il governo tedesco sotto Willy Brandt, già sindaco di Berlino Ovest, siglò un trattato con la Polonia riconoscendone e garantendone i confini.

#### La riunificazione

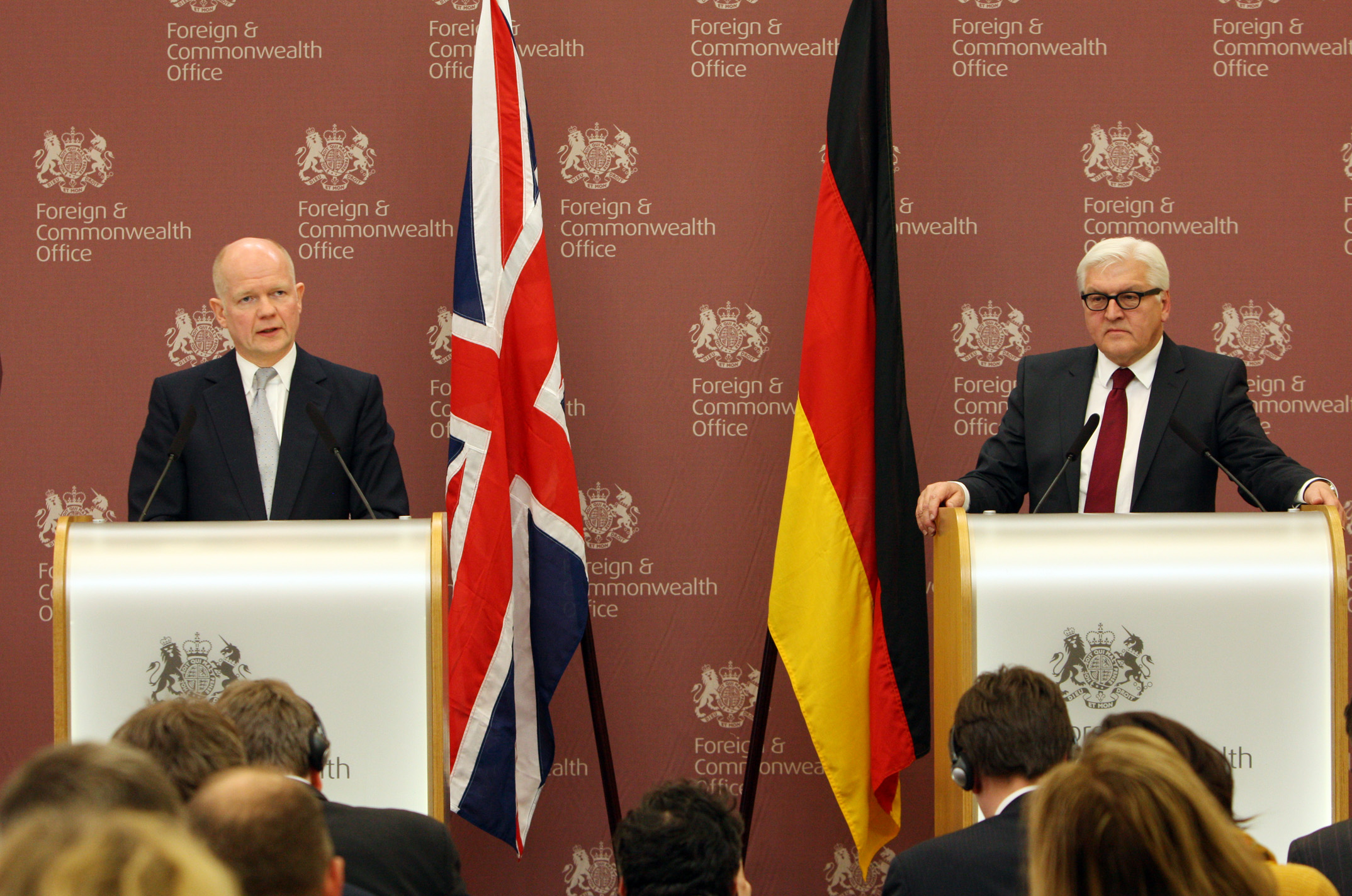
Il segretario per gli esteri inglese William Hague e Frank-Walter Steinmeier, ministro degli affari esteri tedesco, a Londra, il 3 febbraio 2014.

Nel 1990, il primo ministro Margaret Thatcher dapprima si oppose alla riunificazione tedesca ma poi accettò il Trattato sullo stato finale della Germania.
Sin dal 1945 la Germania aveva ospitato diverse installazioni militari inglesi nella sua parte occidentale come parte delle British Forces Germany. Entrambi i paesi erano membri della NATO e condividevano legami economici. 
David McAllister, ex ministro presidente dello stato tedesco della Bassa Sassonia, figlio di padre scozzese e madre tedesca, mantenne entrambe le cittadinanze. Così pure il leader dello Scottish National Party alla Camera dei Comuni, Angus Robertson era per metà tedesco in quanto sua madre proveniva dalla Germania e pertanto era in grado di parlare fluentemente tedesco e inglese.
Nel 1996, Gran Bretagna e Germania decisero di condividere l'ambasciata a Reykjavík: fu uno dei momenti di principale riconciliazione tra le due nazioni, commemorata all'esterno da una placca che riporta "col primo proposito di ricostruire l'Europa".